# A Date with Elvis
A Date with Elvis (с англ. — «Свидание с Элвисом») — сборник песен Элвиса Пресли. В альбом вошли песни, не доступные в то время на долгоиграющих пластинках: большинство из представленных на альбоме композиций взято с синглов Sun Records 1954-55 гг. и мини-альбома «Jailhouse Rock» 1957 года. В рамках этой концепции ранее был выпущен сборник «For LP Fans Only». Оба альбома вышли во время службы Пресли в армии, таким образом компенсировав отсутствие нового материала в этот период. Альбом занял 32-е место в американском хит-параде.
Грампластинка вышла в монофоническом звучании. Британское издание альбома отличалось по списку композиций.

## Список композиций
1. «Blue Moon of Kentucky» — 2:05
2. «Young and Beautiful» — 2:07
3. «(You’re So Square) Baby I Don’t Care» — 1:55
4. «Milkcow Blues Boogie» — 2:38
5. «Baby Let’s Play House» — 2:18
6. «Good Rockin' Tonight» — 2:12
7. «Is It So Strange» — 2:32
8. «We’re Gonna Move» — 2:31
9. «I Want to Be Free» — 2:16
10. «I Forgot to Remember to Forget» — 2:27